# Plasmastroming
Plasmastroming (cyclosis) is een intercellulaire beweging van het cytoplasma in sommige eukaryotische planten- en schimmelcellen.
Bij deze stroming beweegt alleen het binnenste deel van het cytoplasma (endoplasma). Het aan het plasmalemma liggende ectoplasma kan niet bewegen.

## Eigenschappen
De plasmastroming vindt plaats met behulp van actine en het motoreiwit myosine, waarbij adenosinetrifosfaat (ATP) de energie levert. Door de beweging van het motoreiwit langs de actinedraden komt een stroming op gang, waardoor de celonderdelen gelijkmatig worden voorzien van voedingsstoffen en RNA.
De plasmastroming is afhankelijk van de pH-waarde, de temperatuur en gedeeltelijk ook van het licht en heeft een actieve stofwisseling nodig. Bladgroenkorrels kunnen bijvoorbeeld door deze beweging zo gunstig mogelijk in de cel ten opzichte van de lichtinval komen te liggen. Ook beschadigingen kunnen ervoor zorgen dat er een plasmastroming op gang komt. De plasmastroming kan onderbroken worden door toevoeging van het mycotoxine cytochalasine D of lugol.
Het plasma kan met een snelheid van 0,2 - 0,6 mm per minuut stromen en in enkele gevallen tot 6 cm per minuut. Het plasma stroomt om de centrale vacuole. De celorganellen stromen met behulp van motoreiwitten langs de microtubuli van het cytoskelet.